# 高橋利枝 (化学者)
高橋 利枝（たかはし としえ、1958年（昭和33年）7月7日 - 2022年（令和4年）2月5日）は、日本の化学者。薬学者。元東京大学大学院医学系研究科助教。
徳島文理大学薬学部卒業。東京大学大学院医学系研究科修了。東京都出身。

## 経歴
東京都出身。徳島文理大学薬学部を卒業し、東京大学大学院医学系研究科を修了。
2004年（平成16年）に東京大学大学院医学系研究科の助手となり、2010年（平成22年）に同研究科の助教に就任。その後、2011年（平成23年）に再び同研究科の助手となり、2018年（平成30年）まで務めた。
また2009年（平成21年）に日本質量分析学会功労賞を受賞し、日本質量分析学会・BMS研究会実行委員を歴任。
2022年（令和4年）2月5日、死去。享年63。

## 受賞
- 2009年 - 日本質量分析学会功労賞受賞

## 著書
- 『これならわかるマススペクトロメトリー』（2001年2月、化学同人）